# (116939) Jonstewart
(116939) Jonstewart est un astéroïde de la ceinture principale.

## Description
(116939) Jonstewart est un astéroïde de la ceinture principale. Il fut découvert le 15 avril 2004 aux Monts Santa Catalina par le projet CSS. Il présente une orbite caractérisée par un demi-grand axe de 2,41 UA, une excentricité de 0,16 et une inclinaison de 7,9° par rapport à l'écliptique.

## Compléments